# Lange
 For alternative betydninger, se Lange (flertydig). (Se også artikler, som begynder med Lange)
Langen (Molva molva), også kaldet almindelig lange, men i folkemunde kendt som "Havets Ål", er en stor art af torskekvabbefamilien. Det er en saltvandsfisk, der lever i Atlanterhavet omkring Island, Færøerne, de Britiske Øer, langs hele den vesteuropæiske kyst, heriblandt ind i Kattegat, samt ind imellem langs Newfoundlands kyst, foruden i det vestlige af Middelhavet. Som navnet antyder er det en lang, slank fisk, som kan blive op til to meter lang. De udvoksede eksemplarer lever typisk på ret dybt vand, fra 100 meter og dybere, mens de yngre eksemplarer lever på mere lavvandede områder.
Langen er en spisefisk, der kan bruges på samme måde som torsken, både i fersk, saltet og tørret form (bl.a. som ludfisk). Saltet rogn fra langen anses for at være en delikatesse i Spanien, hvor den kendes som huevas de maruca.